# Laudio/Llodio
Laudio/Llodio község Spanyolországban, Arabában. Lakosainak száma 17 982 fő (2024).

## Földrajza
Laudio/Llodio Arrankudiaga, Orozko, Ayala/Aiara, Okondo és Arakaldo községekkel határos.

## Testvértelepülések
- Somoto
- Bou Craa

## Népesség
A település lakosságának változását az alábbi diagram mutatja:
| Lakosok száma | 19 169 | 18 721 | 18 478 | 18 314 | 18 494 | 18 428 | 18 212 | 18 102 | 18 009 | 17 982 |
|               | 2001   | 2004   | 2006   | 2009   | 2011   | 2014   | 2016   | 2019   | 2021   | 2024   |